# Hôtel Potemkine
Pour les articles homonymes, voir Potemkine.
Pour plus de détails, voir Fiche technique et Distribution.
Hôtel Potemkine (titre original : Die letzte Stunde) est un film autrichien réalisé par Max Neufeld et sorti en 1924.

## Synopsis
Lord Henry Berry est un jeune noble qui s'ennuit à mourir. Un jour, il rencontre un étrange inconnu, un certain M. Witt, qui conclut un pacte avec lui selon lequel l'étranger promet de donner à l'homme fatigué de vivre la façon la plus originale et la plus sophistiquée de mourir dans les trois semaines avant qu'il n'atteigne l'âge de 30 ans.
Lord Henry ne serait pas opposé à cette idée s'il ne faisait pas connaissance dans les jours qui suivirent de la belle et fringante Mabel, qui lui redonna la joie de vivre et éveille en lui l'amour. Finalement, il s'avère que ce M. Witt n'est autre que le voisin de Lord Henry et en même temps le père de Mabel.

## Fiche technique
- Titre original : Die letzte Stunde
- Titre anglais: Lord Spleen ou One Night[1].
- Réalisation : Max Neufeld
- Scénario : Jacques Bachrach, Ernest Vajda
- Production :  Vita-Film
- Photographie : József Bécsi, Eduard Hoesch
- Pays de production :  Autriche
- Langue originale : film muet
- Format : noir et blanc — 35 mm — 1,33:1 — muet
- Genre : comédie
- Dates de sortie: 
  - Autriche : 21 mars 1924
  - France : 14 mai 1926

## Distribution
- Eugen Neufeld : Mr. Witt / le Duc
- Jean Angelo : Lord Berry
- Albert Paulig : Jacques
- Julius Strobl
- Carl Goetz
- Eugen Jensen : Lord C. Bradford
- Lilith Adams
- Vilma Bánky : Mabel
- Eugen Burg

## Article annexe
- Les Tribulations d'un Chinois en Chine